# Osman Aysu
 (mars 2024).
Osman Aysu, né le 20 février 1936 à Istanbul, est un écrivain et avocat turc,. 

## Biographie
Osman Aysu naît à Istanbul le 20 février 1936. Il étudie au lycée Haydarpaşa (1955) et à la faculté de droit de l'université d'Istanbul (1961). Il travaille comme avocat indépendant pendant six ans, à partir de 1972. 
Plus tard, il se consacre à l’écriture et se fait un nom grâce à ses romans policiers. Son roman Cellat (Bourreau, 1996) est adapté en film intitulé Ölümün El Yazısı (L'écriture de la mort). Son premier livre est Havyar Operasyonu (Opération Caviar), publié en 1994. Osman Aysu, qui publie deux livres par an au cours de ses quatre années d'écriture de romans policiers, porte ce nombre à quatre à partir de 1999. 2001 est son année la plus productive avec cinq livres. Le critique et collectionneur turc de romans policiers Erol Üyepazarcı explique la raison pour laquelle il publie des livres presque chaque année et publie plusieurs livres par an comme suit dans une interview. Ses romans traitent des événements internationaux, des secrets de famille, des tueurs en série, de la mafia, de l'État profond, des services de renseignement turcs, etc.,.
Osman Aysu, marié et père d'un enfant, vit toujours à Istanbul et y poursuit son travail,.